# Tierra Amarilla (Nou Mèxic)
Tierra Amarilla és una concentració de població designada pel cens (CDP) localitzada al Comtat de Rio Arriba, al nord-oest de l'estat estatunidenc de Nou Mèxic. Es troba just a l'oest del Carson National Forest; es localitza a 179,89 quilòmetres d'Albuquerque, a 125,34 quilòmetres de Santa Fe i a 281,69 quilòmetres de Colorado Springs. Tierra Amarilla era anteriorment una àrea no incorporada però en el cens del 2010 va ser canviat a CDP i es va registrar que hi habitaven 382 persones. A més, Tierra Amarilla és seu del Comtat de Rio Arriba.

## Geografia
Tierra Amarilla es troba en les coordenades 36° 42′ 21″ N, 106° 33′ 55″ O / 36.70583°N,106.56528°O.
Segons l'Oficina del Cens dels Estats Units, Tierra Amarilla té una àrea total de 6,97 quilòmetres quadrats, dels quasl 6,96 quilòmetres quadrats són terra i 0,02 quilòmetres quadrats (0,22%) són aigua.

## Demografia
Segons el cens del 2010, hi havia 382 persones residint a Tierra Amarilla. La densitat de població era de 54,77 persones per quilòmetre quadrat. Dels 382 habitants, Tierra Amarilla estava compost per un 65,71% blancs, un 1,05% negres o afroamericans, un 1,05% amerindis, un 0,26% asiàtics, un 0% illencs pacífics, un 30,1% d'altres races i un 1,83% de dos o més races. Del total de la població, un 92,67% eren hispànics o llatinoamericans de qualsevol raça.